# Alphonse Brenez
Pour les articles homonymes, voir Brenez.
Alphonse Brenez, né le 7 novembre 1862 à Hornu et y décédé le 14 février 1933 fut un homme politique et syndicaliste socialiste wallon.
Durant les années 1880, Brenez travailla pendant une dizaine d'années, notamment comme mineur, aux États-Unis d'Amérique et au Canada.
Alphonse Brenez fut élu député de l'arrondissement de Mons-Borinage (27 novembre 1894 - 26 mai 1929). Élu conseiller communal de Hornu dès 1895, il sera échevin de 1909 à 1932.
Le 13 mai 1893, il fut condamné à cinq années d'emprisonnement par la cour d'appel de Bruxelles, du chef de rébellion en bande avec armes par suite d'un concert préalable avec la circonstance aggravante qu'il était un des chefs de la rébellion ou l'avait provoquée, son élection à la Chambre provoquant sa libération.
Il fut pendant longtemps l'un des dirigeants principaux du Syndicat des Mineurs du Borinage où avec François Quinchon, Alfred Dendal et Alfred Labbé, il représentait l'ouest du bassin minier.